# Thysanopyga carfinia
Thysanopyga carfinia là một loài bướm đêm trong họ Geometridae.